# Biskupi bydgoscy
Biskupi bydgoscy – biskupi diecezjalni diecezji bydgoskiej.

## Biskupi diecezjalni
| Lata urzędowania | Biskup | Biskup               | Uwagi                                        |
| ---------------- | ------ | -------------------- | -------------------------------------------- |
| 2004–2021        |        | Jan Tyrawa           |                                              |
|                  |        | Wiesław Śmigiel      | administrator apostolski sede vacante w 2021 |
| od 2021          |        | Krzysztof Włodarczyk |                                              |